# Фантастична четворка (филм из 2005)
Фантастична четворка (енгл. Fantastic Four) је амерички филм из 2005. године, који је заснован на истоименом стрипу Стена Лија и Џека Кирбија. Филм је режирао Тим Стори, док главне улоге играју: Јоан Грифид, Џесика Алба, Мајкл Чиклис, Крис Еванс и Џулијан Макман.

## Радња
Дугогодишњи сан доктора Рида Ричардса, проналазача, астронаута и научника, је близу остварења. Он би требало да предводи пут у свемир, у центар космичке олује и надајући се да ће, за добробит целог човечанства, тамо коначно открити тајну људског генетског кода. Смањења владиног буџета скоро су уништили Ридове наде да ће се отиснути у свемир, све док он није прихватио финансијску понуду од старог колеге, ривала Виктора вон Дума, милијардера.
Међу посадом која креће на ову мисију су и Ридов најбољи пријатељ, астронаут Бен Грим, Су Сторм, директорка за генетска истраживања у Вон Думовој компанији и Ридова бивша девојка, и Суин млађи брат, пилот Џони Сторм. Уз Вон Думову помоћ ова четворка креће у најзначајније истраживање за људску расу. Мисија иде по плану све док Рид не открије грешку у прорачунавању брзине олује која им се приближава. Њихову свемирску станицу прогутаће турбулентни облаци космичке радијације који ће утицати на генетски код посаду. Њихов ДНК је неповратно промењен, баш као и будућност човечанства.
Назад на Земљи, ефекте изложености радијацији је немогуће сакрити.
- Рид добија могућност да растеже и изврне своје тело у облик који замисли, и као вођа групе добија име Господин Фантастични.
- Су је добила могућност да постане невидљива и да ствара и пројектује моћно поље силе, па је названа Невидљива Жена.
- Џони постаје познат као Човек Бакља, јер може да претвори своје тело у пламен и да лети.
- А Бен, чија је мутација најшокантнија, постаје натприродно јако створење, Створ.

Удружени, они могу трагедију да претворе у тријумф. Користећи своје јединствене и импресивне моћи, они су у стању да спрече чак и зле намере свог хладнокрвног непријатеља доктора Дума и да заштите становнике Њујорка од сваке могуће претње.
Астронаути и суперхероји, они су широм света познати као „Фантастична четворка“.

## Улоге
| Глумац           | Улога                              |
| ---------------- | ---------------------------------- |
| Јоан Грифид      | Рид Ричардс / Господин Фантастични |
| Џесика Алба      | Сузан Сторм/ Невидљива Жена        |
| Мајкл Чиклис     | Бен Грим/ Створ                    |
| Крис Еванс       | Џони Сторм / Човек Бакља           |
| Џулијан Макман   | Виктор вон Дум/ Доктор Дум         |
| Хамиш Линклејтер | Ленард                             |
| Кери Вошингтон   | Алиша Мастерс                      |
| Лори Холден      | Деби Макелвејн                     |
| Дејвид Паркер    | Ерни                               |
| Кевин Макналти   | Џими О`Хулихан                     |
| Марија Менунос   | болничарка                         |
| Мајкл Копса      | Нед Сесил                          |
| Стен Ли          | Вили Лампкин                       |